# Alexandre de La Pouplinière

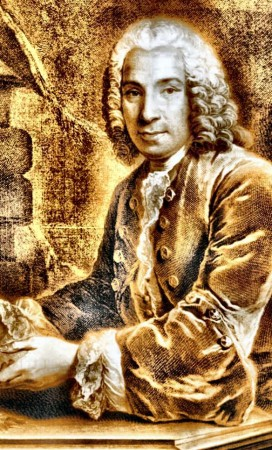
Alexandre de La Pouplinière.

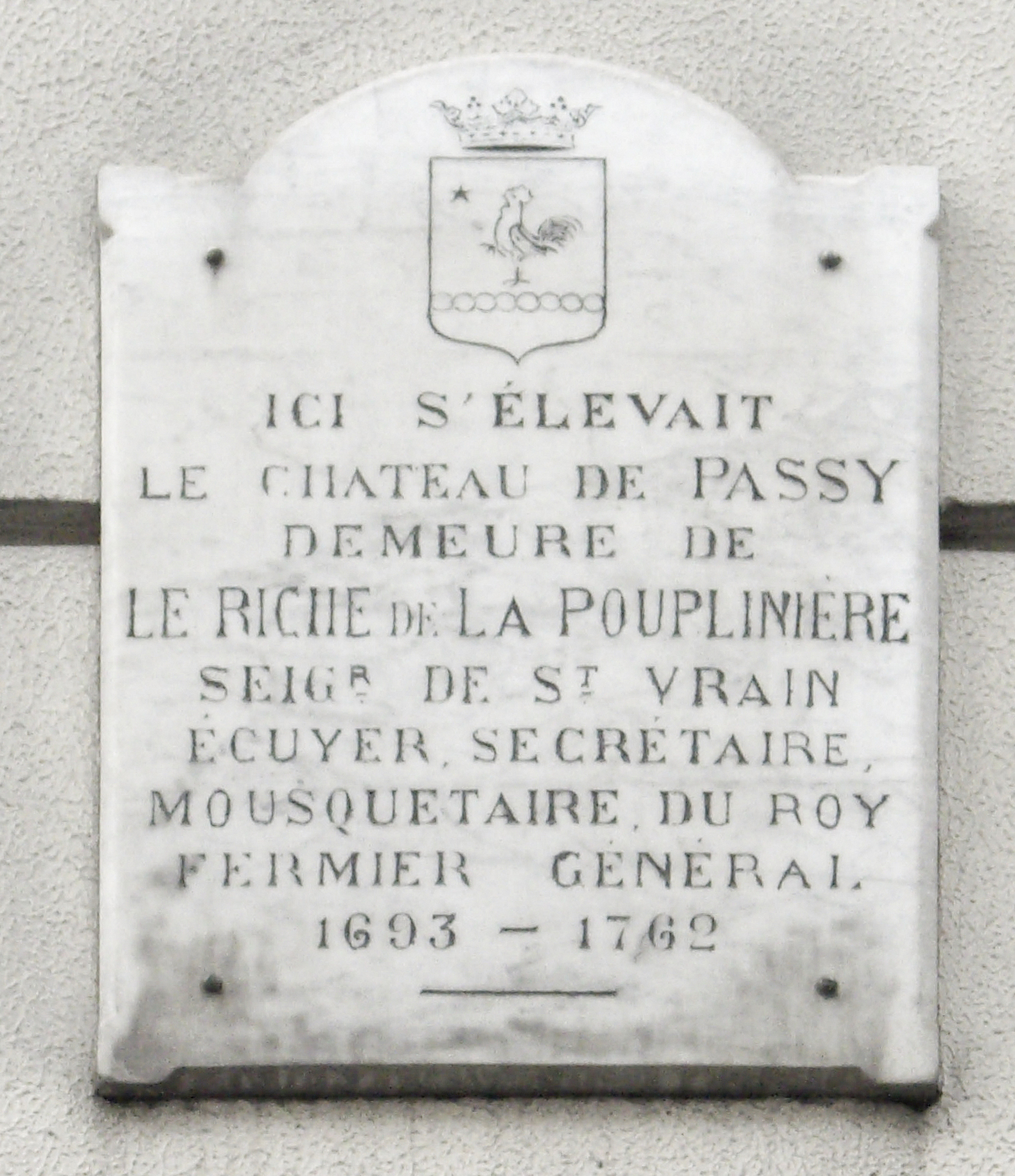
La placa erigida en el n.° 2 de la rue des Marronniers, donde se ubicó la morada de La Pouplinière en Passy.

Alexandre Jean Joseph de La Pouplinière, el Rico (1693-1762) fue, en tiempos de Luis XV de Francia, un importante mecenas y fermier général (recaudador de ciertos impuestos como la taille, la gabela o los que gravaban el tabaco). Era uno de los hombres más ricos de Francia y un gran protector de escritores, pintores, músicos y artistas. Entre sus patrocinados estuvieron Voltaire, Quentin de La Tour, Charles André van Loo, François-Joseph Gossec o Jean-Philippe Rameau. Este último fue director de su orquesta privada. Su mansión fue frecuentada por la mayor parte de los futuros libretistas y músicos: tener su favor se convirtió en algo imprescindible para quien quisiera hacer carrera como compositor oficial de la corte real.